# چوی هان بیت
چوی هان بیت (به انگلیسی: Choi Han-bit) (زاده ۱۶ ژوئن ۱۹۸۷) بازیگر و مدل اهل کره جنوبی است
او یک زن ترنس است.